# Morske mijene
Morske mijene su periodično dizanje (plima) i spuštanje (oseka) morske i oceanske površine i premještanje vodenih masa (plimne struje) prouzročeno gravitacijskom silom kojom Mjesec i Sunce djeluju na vodene mase i Zemljinom vrtnjom (rotacijom). One su uz morske struje i valove jedini prirodni pokretači vodenih površina. Razmak između jedne plime ili jedne oseke je 6 sati, 12 minuta i 30 sekunda. Plima i oseka utječu na stvaranje i kretanje Zemljinih tektonskih ploča te na žive organizme na Zemlji.
Plima (dalmatski, prema grč. πλήμμη – bujica) je jedna faza u razvoju morskih mijena za koje se morska razina podiže. Treba ju razlikovati od najvišega vodostaja, takozvane visoke vode.
Oseka je faza u razvoju morskih mijena, za koje se morska razina spušta. Treba ju razlikovati od najnižega vodostaja, takozvane niske vode.
Visinska je razlika između najvišeg i najnižega vodostaja mora raspon morskih mijena. U točki na površini Zemlje koja je bliža nebeskomu tijelu (Mjesecu ili Suncu, ili oboje), gravitacijska je sila veća od centrifugalne sile koja se javlja zbog Zemljine vrtnje (rotacije), pa se voda uzdiže prema nebeskomu tijelu. Na suprotnoj strani Zemlje, centrifugalna je sila veća od gravitacijske, voda se uzdiže u smjeru suprotnom od nebeskoga tijela i na Zemlji nastaju dva ispupčenja. Zemlja se okreće, ali oba ispupčenja ostaju u smjeru prema nebeskomu tijelu i od njega. Na površini Zemlje tijekom dana se opažaju po dvije visoke i niske vode. One mogu biti različite visine ako se nebesko tijelo ne nalazi u ravnini ekvatora. Mjesečeve (lunarne) morske mijene su oko 2,2 puta veće od Sunčevih (solarnih) morskih mijena, zbog toga što je gravitacijska sila razmjerna masi tijela, a obrnuto razmjerna kvadratu udaljenosti između tijela. Budući da su morske mijene posljedica istodobnoga djelovanja Mjeseca i Sunca, njihovi se utjecaji za sizigija (mlad i pun Mjesec) konstruktivno preklapaju (to su žive morske mijene), a za kvadratura (prva i posljednja četvrt) destruktivno preklapaju (to su znatno niže, mrtve morske mijene). Najveći su rasponi živih mijena: u Kanadi (Fundy Bay) 19,6 metara, u Engleskoj (Severn) 17,8 metara, u Francuskoj (Granville u Donjoj Normandiji) 16,1 metara. U Jadranskome moru ti su rasponi od 0,3 (jug) do 1,1 metar (sjever).

## Razlozi pojavljivanja plime i oseke
Plima i oseka pojavljuju se zbog gravitacijskih sila koje djeluju između Zemlje, Mjeseca i Sunca pri njihovom kretanju kroz svemir. Mjesec se okreće oko Zemlje, te se između njih javlja privlačna sila koja djeluje na Zemlju. S obzirom na to da na Zemlji ništa osim goleme vodene mase (71 % Zemljine površine prekriveno je vodom) nije dovoljno elastično da ga Mjesec privuče, on privlači vodenu masu na velikim površinama (oceani, mora, velika jezera), što uzrokuje povlačenje razine mora na obali. Razina mora opada kako utjecaj jača i to zovemo osekom. Postupno slabljenje tog utjecaja dovodi do dizanja razine mora u prvotno stanje, što se naziva plimom. Budući da je Mjesec glavni pokretač plime i oseke, do te promjene dolazi dva puta u 24 sata i 50 minuta, odnosno plima i oseka se u jednom danu dvapiut, otprilike svakih 12 sati i 25 minuta.

### Jake plime i oseke
Jake plime i jake oseke javljaju se u razdobljima punog i novog Mjeseca kada je utjecaj Mjeseca na privlačnost prema Zemlji pojačan utjecajem položaja Sunca naspram Zemlje, to jest za vrijeme punog i novog Mjeseca sva se tri tijela nalaze u ravnini te je zbog toga utjecaj na plimu i oseku najjači.
Promjena udaljenosti između Mjeseca i Zemlje također utječe na jačinu plime i oseke: kada je Mjesec u perigeji, plima i oseka jačaju, a kada je u apogeji, one slabe. Svakih 7,5 mjesečevih orbitalnih okreta oko Zemlje perigeja bude sukladna ili s novim ili s punim Mjesecom uzrokujući perigejne morske mijene s najvećim rasponom plime i oseke. Do ove pojave dolazi prosječno svakih 29 dana, 12 sati, 44 minute i 3 sekunde ili svakih 29,530589 dana.
Utjecaj perigejnih morskih mijena inače nije opasan osim ako se na istom području javi oluja koja u isto vrijeme krene na obalu te tada zbog visokih plimnih valova može izazvati materijalnu štetu u priobalju zahvaćenog područja. Zbog tako izraženog utjecaja jake plime i oseke mogu u područjima velikih razlika između plime i oseke utjecati na pomorski promet, ribarstvo, priobalni turizam i odvijanje prometa na kopnu.

### Mrtve mijene
Mrtve mijene označavaju najslabije plime i oseke (kada je razlika između gornje granice plime i donje granice oseke najmanja), a događaju se kada je Mjesec u stadiju četvrt i pola te je samim time utjecaj na Zemlju najblaži. Zbog minimalnih kretanja razine morske površine mrtve mijene ne uzrokuju značajnije probleme vezane uz život i djelatnosti čovjeka.

### Plimna sila
Plimna sila ili plimotvorna sila je sila koju uzrokuju Sunce i Mjesec gravitacijskim privlačenjem vodenih masa, te centrifugalnom silom koja se javlja zbog okretanja Zemlje i Mjeseca odnosno Zemlje i Sunca oko zajedničkog centra masa (baricentar). Njezino djelovanje ima ponavljajuće svojstvo (periodički karakter), s najjače izraženim poludnevnim i dnevnim komponentama. Djelovanjem plimne sile morska razina i struje periodički titraju (osciliraju) što nazivamo morskim mijenama, a ponavljanje rasta odnosno pada razine mora određujemo kao morske dobi. Plima se određuje kao rast razine mora, dok oseka predstavlja opadanje razine mora. Plimna sila predstavlja udruženu gravitacijsku i centrifugalnu silu koja djeluje na vodene mase na Zemlji. Naime, na gibanje vodenih masa djeluje gravitacijsko privlačenje Sunca i Mjeseca, koje je promjenjivo i ovisi o njihovim položajima u odnosu na Zemlju, te centrifugalna sila koja nastaje zbog okretanja (revolucije) Zemlje oko Sunca. Prema tome, plimna sila je promjenjivog svojstva u prostoru i vremenu, te prevladavajuće djeluje na vodoravno gibanje vodenih masa na taj način uzrokujući kolebanje razine mora i morskih struja.
Plimna sila u nebeskoj mehanici djeluje općenito na bilo koja dva nebeska tijela, ako veličina jednog tijela nije zanemariva s obzirom na udaljenost do drugog tijela. Kao što Mjesec proizvodi plimu na Zemlji, tako i Zemlja raspinje Mjesečevu kuglu. U donjim dijelovima plašta nalaze se ognjišta Mjesečevih potresa, a većinom su na bližoj strani Mjeseca. Posebnost tih potresa je u tome što su potaknuti Zemljinom plimnom silom. U trenutku kada je plimni val najveći i najmanji, a to se zbiva onda kada je Mjesec u perigeju i apogeju, oslobađaju se nagomilani naponi u unutrašnjosti i dolazi do potresa. Seizmički valovi, nasuprot zemaljskim, šire se uz mnogostruku jeku kroz velik dio obujma, i tlo titra po više sati. Plimna sila FP na masu u prema planetu  (ili drugom nebeskom tijelu) s polumjerom R i udaljenosti d izmeđe središta dvaju tijela može se opisati sljedećom jednadžbom:
{\displaystyle F_{P}={\frac {2\cdot G\cdot M\cdot m\cdot r}{d^{3}}}}
gdje je:
- FP – plimna sila (N)
- G – univerzalna gravitacijska konstanta koja otprilike iznosi 6,67428 ⋅10–11 N⋅m2/kg2
- M – masa većeg nebeskog tijela – planeta (kg)
- m – masa manjeg tijela – satelita (kg)
- R – polumjer većeg tijela (m)
- r – polumjer manjeg tijela (m)
- d – udaljenost između središta dvaju tijela (m).[6]

## Energetski potencijal
Zbog toga što izmjena oseke i plime uzrokuje kretanje fluida, to jest vodene mase, a to je kretanje potencijalna kinetička energija, moguće je izvršiti pretvaranje te energije u električnu energiju uz pomoć posebnih elektrana na plimu i oseku. Takvi tipovi elektrana nisu česti jer njihova izrada, održavanje i postizanje isplativosti iziskuju značajna novčana sredstva pa su trenutačno samo visoko razvijene zemlje razvile nekoliko takvih elektrana premda dosta zemalja ima prirodni potencijal za njihovu izgradnju.

### Elektrane na plimu i oseku
Energija plime i oseke spada u oblik hidroenergije koja gibanje mora uzrokovano Mjesečevim mjenama ili padom i porastom razine mora koristi za pretvorbu u električnu energiju i druge oblike energije. Za sad još nema većih tržišnih dosega na iskorištavanju te energije, ali potencijal nije mali. Energija plime i oseke ima potencijal za stvarnje električne energije u određenim dijelovima svijeta, odnosno tamo gdje su morske mijene izrazito naglašene. Morske mijene su predvidljivije od energije vjetra i Sunčeve energije. Taj način proizvodnje električne energije ne može pokriti svjetske potrebe, ali može dati veliki doprinos u obnovljivim izvorima. Razlika u visini plime i oseke se mijenja ovisno o zemljopisnom položaju. Na primjer amplitude plime i oseke u Jadranskom moru su oko 1 metar, a na Atlantskom, Tihom i Indijskom oceanu prosječno od 6 do 8 metara. Na pojedinim mjestima obale u zapadnoj Francuskoj i u jugozapadnom dijelu Velike Britanije amplituda dostiže i više od 12 metara. Na zapadnoeuropskoj atlantskoj obali vremenski razmak između dvije plime iznosi 12 sati i 25 minuta, a na obalama Indokine nastaje samo jedna plima u 24 sata. Za ekonomičnu proizvodnju je potrebna minimalna visina od 7 metara. Procjenjuje se da na svijetu postoji oko 40 mjesta pogodnih za ugradnju plimnih elektrana. Činilo se da nema budućnosti za elektrane na plimu i oseku, međutim mnoga današnja tehnološka uznapredovanja i poboljšanja, kako u konstruktivnu smislu tako i u tehnološkom aspektu vezano za turbine, učinila su raspoloživost snage plime i oseke puno većom, a ekonomski i ekološki troškovi su spušteni na kompetitivnu razinu.

## Zanimljivosti
- Najveće morske mijene su na obalama najvećih oceana, ali ne svugdje, već samo u specifičnim područjima.
- Najveća razlika između plime i oseke (16 metara) izmjerena je u zaljevu Fundy u pokrajini Nova Scotia u Kanadi premda se smatra da je u zaljevu Ungava u Quebecu ona još i veća, ali u razdoblju kad se vrše mjerenja taj zaljev je okovan ledom.
- Područje Mediterana spada u područja s umjerenim morskim mijenama.
- Područja Aljaske, Madagaskara, Novog Zelanda, istočne obale Kanade te zapadne obale Francuske i Velike Britanije područja su izraženih morskih mijena, toliko da one utječu na odvijanje pomorskog prometa.

## Plima i oseka u Hrvatskoj
Hrvatska morska obala nalazi na području umjerenih plima i oseka; najveći raspon plime i oseke iznosi oko 1 metar pa ne utječe na život ljudi u većoj mjeri, premda se pokazalo da u razdobljima velike plime i uz određene vremenske uvjete, tj. niski tlak zraka te jak južni vjetar, može izazvati poprilične probleme kako u prometnom smislu tako i u materijalnoj šteti, jer je u tim uvjetima obalna razina u nekim naseljima niža od razine plimnog vala pa zbog toga dolazi do plavljenja obalnog područja, prometnica i objekata uz samu obalu, izbacivanja brodova, brodica i čamaca na obalu uz popriličnu štetu. Smatra se da takvi događaji nisu toliko učestali, tj. uvjeti za njih se stvore svakih pedesetak godina pa nema smisla prilagođavati život ljudi tim ekstremnim događajima. Zadnji slučaj ekstremno visokog plimnog vala na hrvatskoj obali Jadrana zabilježen je 1. prosinca 2008. godine, a prije toga 1929. godine.
U gospodarskom smislu plime i oseke na području hrvatske obale nisu pogodne za izgradnju elektrana na plimu i oseku.
Na hrvatskoj obali u funkciji je mreža mareografa Hrvatskog hidrografskog instituta. Na web stranicama HHI-a aktivan je web servis koji prikazuje mjerene i prognozirane podatke.

## Doprinos Ruđera Boškovića tumačenju plime i oseke
Ruđer Bošković je u svom djelu Rasprava o plimi i oseci mora (1747.) opisao postupke proračunavanja najviše razine plime koje je osmislilo nekoliko znanstvenika prije njega. Dotada najbolji rezultat imao je Daniel Bernoulli.
No i Bernoulijevo je rješenje bilo približno jer je problem rješavao analitički a složenost jednadžbi ga je prisilila da primijeni nekoliko aproksimacija. Bošković je osmislio i u djelu pokazao geometrijski postupak kojim se rješenje moglo dobiti posve točno.

## Povezano
- Elektrane na plimu i oseku
- More
- Ocean
- Zaljev
- Mjesec
- Sunce
- Zemlja
- Mareograf

## Vanjske poveznice
- Mareografski e-Servis Hrvatskog hidrografskog instituta
- Tablica izmjene plime i oseke – Split  Arhivirana inačica izvorne stranice od 4. prosinca 2008. (Wayback Machine)
- Energetski potencijal izmjene plime i oseke
- Iskorištavanje energije plime i oseke  Arhivirana inačica izvorne stranice od 2. kolovoza 2008. (Wayback Machine)
- Jednostavno objašnjenje  Arhivirana inačica izvorne stranice od 8. listopada 2009. (Wayback Machine)
- Jadran na najvišoj razini od 1929. godine  Arhivirana inačica izvorne stranice od 4. prosinca 2008. (Wayback Machine)
- Hrvatski hidrografski institut – Split